# 30837 Steinheil
30837 Steinheil è un asteroide della fascia principale. Scoperto nel 1991, presenta un'orbita caratterizzata da un semiasse maggiore pari a 3,1375651 au e da un'eccentricità di 0,1445202, inclinata di 15,36092° rispetto all'eclittica.
L'asteroide è dedicato al fisico tedesco Carl August von Steinheil.